# Memorandum petnaest uglednih sarajevskih Muslimana od 30. travnja 1944.
Memorandum petnaest uglednih sarajevskih Muslimana bio je memorandum koji su predala lokalnim vlastima i državnom vrhu NDH. Predali su ga nakon sastanka održanog 28-29. travnja 1944. s predsjednikom vlade NDH Nikolom Mandićem, glavarom građanske uprave u Sarajevu Ivicom Frkovićem i velikim županom Velike župe Vrhbosna Muhamedom Kulenovićem.

## Povijest
Mnogi su muslimani od početka bili skloni Nijemcima. Široko pozitivan stav ka NDH travnja 1941. više je odražavalo muslimansko povjerenje u Hitlera i njemačku vojsku, koji su stajali iza NDH, nego nekakvoj lojalnosti Hrvatima katolicima. Treći Reich mnogo je držao do zaštite svojih interesa sjeverno od demarkacijske crte kroz NDH te je htio muslimanima predstaviti sliku snage pa za nisu dopustili talijanskim snagama stacionirati se u Sarajevu (listopada 1941. i 1942.), smatrajući da bi muslimani u BiH i oni u inozemstvu to shvatili kao znak njemačke slabosti. U Hercegovini su krajem 1942. muslimani u Mostaru zamolili talijanske okupacijske vlasti za zaštitu od četnika. Isposlovali su talijansku pomoć u organizaciji muslimanske milicije. Rujna 1942. (poslije su neki poput Ismeta Popovca surađivali i s četnicima protiv partizana, pa i u bitci na Neretvi). Kasnije listopada 1942. muslimani su poslali misiju u Rim da bi od Italije zatražili da anektira BiH. Muslimani iz BiH su gledali vlastite interesa i nastojali su oko postizanja dogovora s bilo kojom silom za koju su smatrali da može najbolje zaštititi njihove živote i imovinu i osigurati njihovo preživljavanje kao skupine. Dogovore su radili sa Silama Osovine, što im poslije rata nije mnogo predočavano niti spominjano kao krimen, za razliku od katolika Hrvata. Kako je rat prolazio sve je bilo izvjesnije da će Treći Reich izgubiti rat. Mnogo je ukazivalo i na nestanak NDH. Zbog toga je sve više Muslimana okrenulo svoju dotadašnju potporu NDH i interesno se usmjerili prema Titovim partizanima.

## Memorandum
Ustaški režim grubo je reagirao na to, što je izazvalo prosvjede muslimanskih vođa. Tako se skupila skupina od petnaest uglednih sarajevskih muslimana u kojoj su bili predstavnici svih muslimanskih političkih grupacija u međuratnom razdoblju. Potužili su se na državnu upravu, vojsku, tajnu policiju i općenitu ustašku politiku prema muslimanima u BiH. Izjavili su da se osjećaju diskriminirani zbog svoje vjerske pripadnosti i osudili upotrebu vjerske netrpeljivosti kao oružja. Tvrdili su da je BiH zemlja duge tradicije vjerske tolerancije, što nije odgovaralo istini, s obzirom na neravnopravni položaj kršćana i osmanska nasilja nad njima. Skupina je u memorandumu prigovorila nedostatku zakona i reda te rastućem broju nepravda na račun muslimana, pa su tvrdili da se zbog toga muslimansko stanovništvo osjeća da se "u izvjesnim krugovima stvara i primjenjuje sustav koji vodi istrebljenju muslimana". Optuživali su da ustaše, domobrani i policija neovlašteno upadaju i pljačkaju muslimanske obitelji, te da i ustaške i vojne vlasti NDH, koje su gotovo jedine imale neposredan kontakt sa zapovjedništvom njemačkih snaga na bosanskohercegovačkom tlu, krivo optužuju Muslimane za navodne propartizanske djelatnosti, što vodi krvavim njemačkim odmazdama nad muslimanima. Prozvali su konkrente osobe imenom, lokacijom i nadnevkom. Naveli su da primjere gdje su ubijeni muslimani zbog njihovih navodnih veza s partizanima. Muslimanski uglednici bili suizrazito nezadovoljni, tvrdeći da ustaški časnici počinitelji tih nedjela, protiv kojih su podnesene prijave vlastima NDH, nisu bili pozvani na odgovornost, nego su ostali na svojim položajima, a neki čak bili i promaknuti. Zbog navodne suradnje s partizanima, tužili su se da je tisuće muslimana, pogotovo iz Sarajeva ali i drugih krajeva odvedeno u logore. Za kraj su se potužili na diskriminaciju Muslimana u vladi zbog podzastupljenosti s obzirom na broj stanovnika NDH.
Istina je bila da je udio muslimana rastao u partizanima. Isprve ih Srbi, zbog svog istovjetna djelovanja u četnicima, nisu ni htjeli primiti, a odmicanju muslimana od partizana pridonijeli su sami partizani ubijanjem, zbog čega su se već postojeći muslimanski bataljuni raspustili. U početku su muslimani u partizanima bili samo intelektualci i industrijski radnici članovi KPJ. Negdje su ipak partizani privukli više muslimana, pa su oko Kozare i na Romaniji muslimani i katolici Hrvati činili u kolovozu 1941. 10% a već do konca 1941. 25%.